# Farafenni
Farafenni é uma cidade localizada na região norte da Gâmbia, próxima a rodovia trans-Gâmbia ao sul da fronteira com o Senegal.

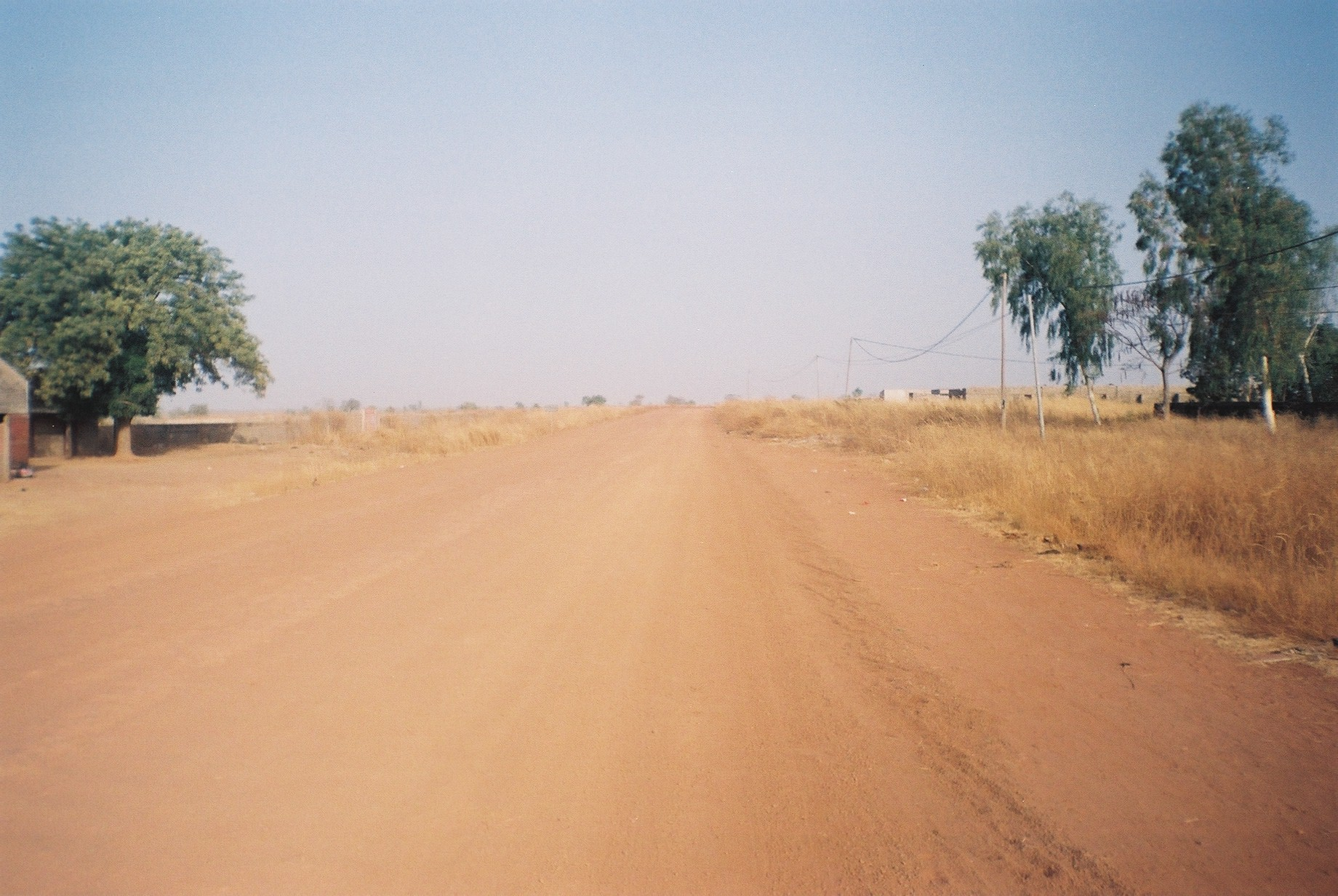
Rodovia trans-Gâmbia
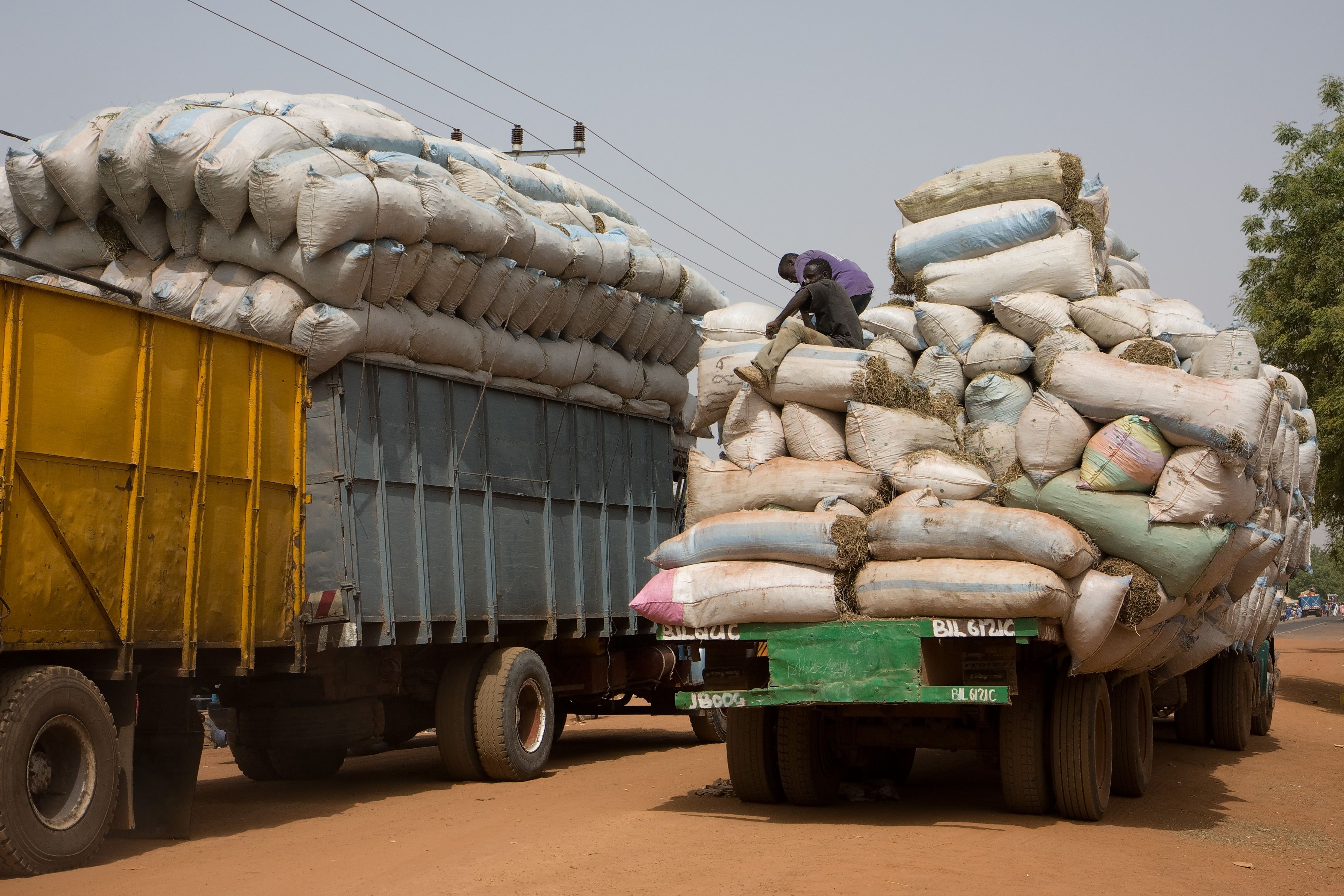
Camiões
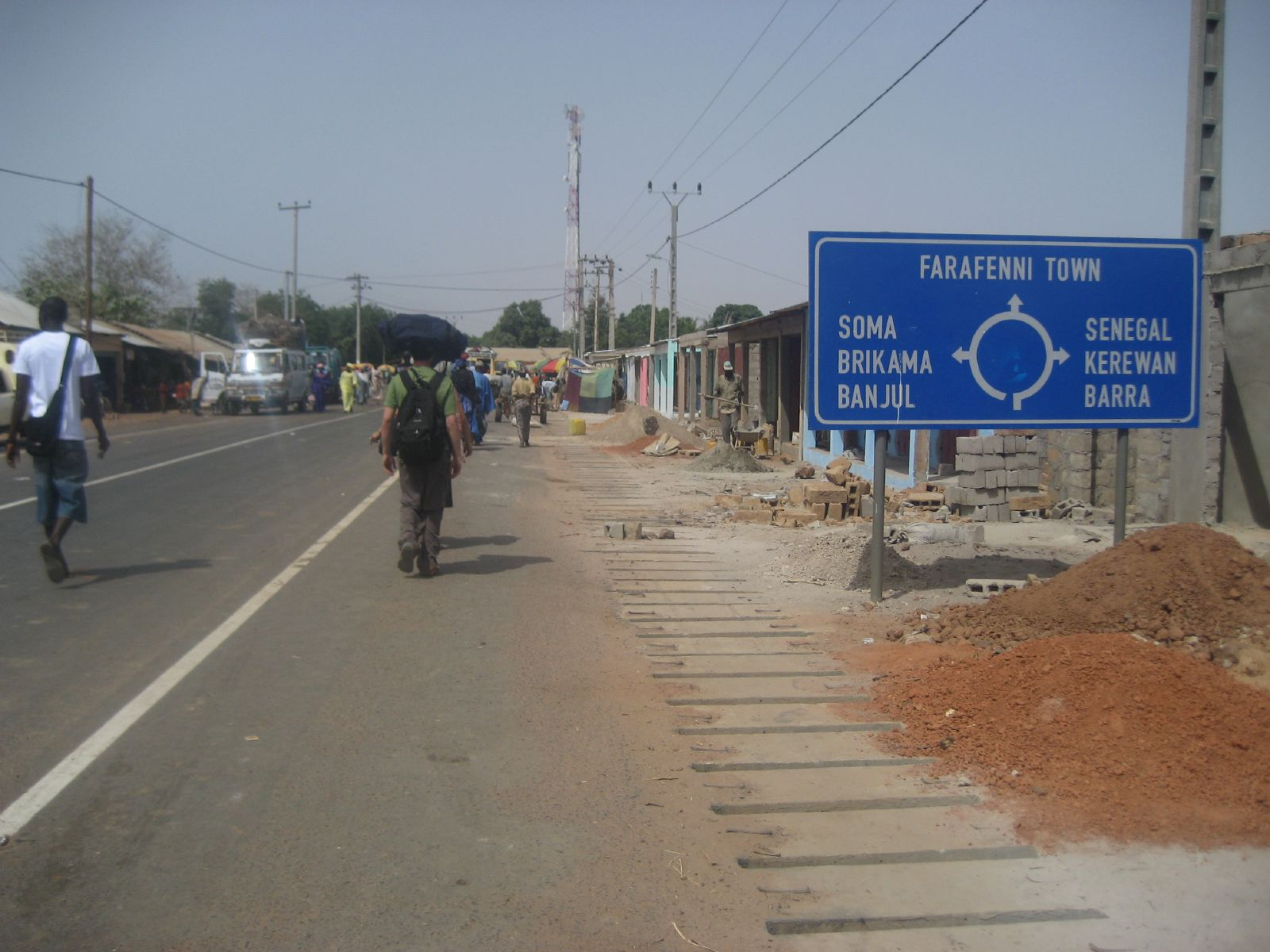
Sinalização rodoviária na cidade
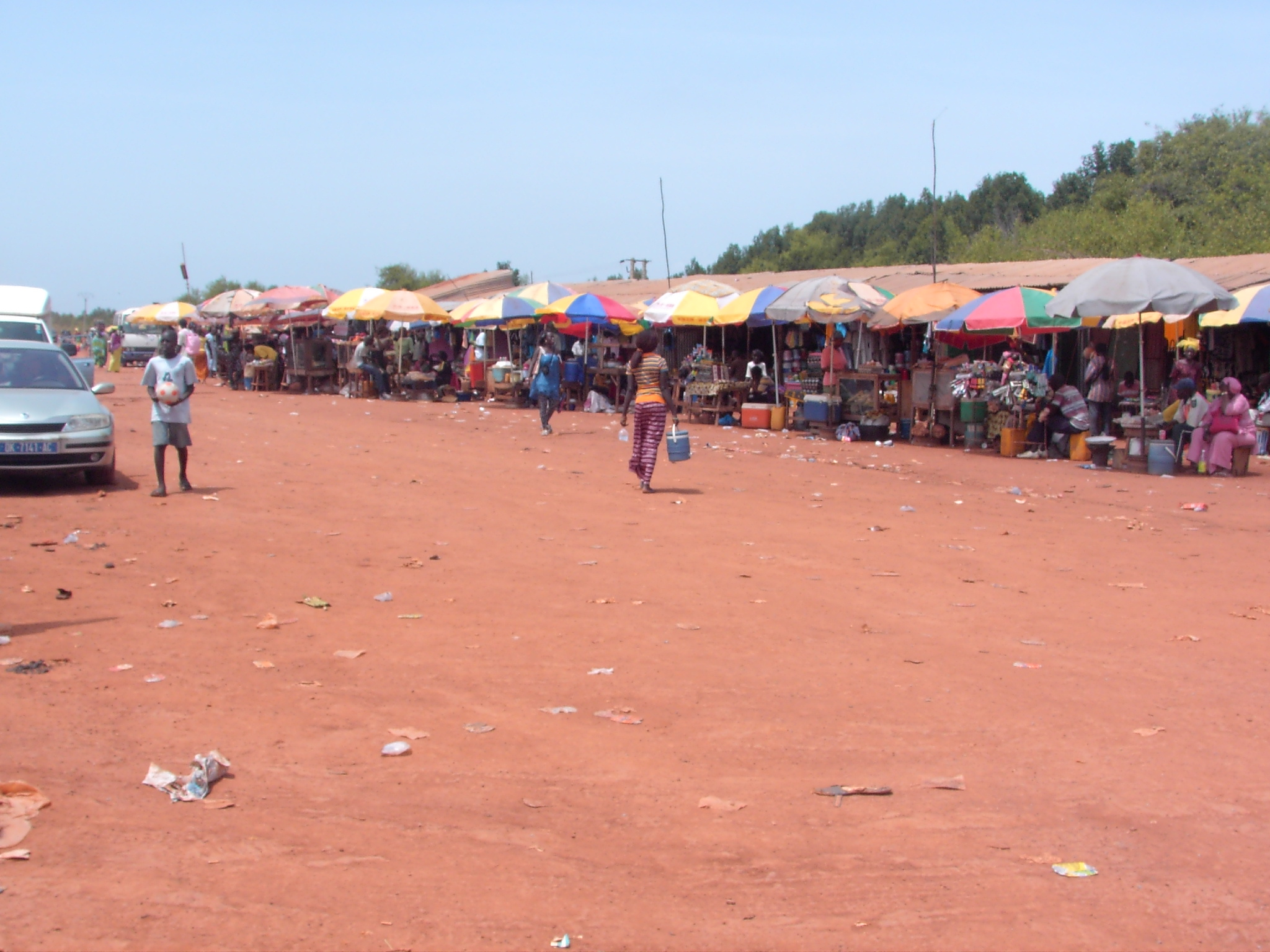
Mercado